# Idrætsklubben Skovbakken
Idrætsklubben Skovbakken (IK Skovbakken) er en dansk idrætsforening, beliggende i Aarhus-bydelen Vejlby. Klubben blev stiftet den 23. april 1927. IK Skovbakkens 11 afdelinger tilbyder atletik, badminton, basketball, fodbold, gymnastik, håndbold, svømning, tennis, squash, trampolin, og volleyball og har godt 5.500 medlemmer (pr. 2017) i og omkring Vejlby Risskov Idrætscenter samt Aarhus Nord.
Skovbakken har vundet Danmarksmesterskaber i både håndbold, basketball og volleyball, samt i atletik og tennis.
Klubbens hovedafdeling har siden 1964 udgivet medlemsbladet Målet.
I oktober 1970 indviede klubben Idrætshøjskolen Århus.

## Fodbold
Skovbakken Fodbold spiller deres hjemmekampe på Vejlby Stadion. Det mandlige førstehold spillede i 1978 og 1979 i landets bedste fodboldrække, som dengang hed "1. division". Holdet har en lang divisionshistorie bag sig, som foruden de to sæsoner i 1. division indeholder flere sæsoner i 2. division samt adskillige sæsoner i diverse 3. divisioner. I sæsonen 2010/2011 spillede Skovbakken i 2. division vest.
Det kvindelige førstehold deltager i Elitedivisionen og blev den 21. maj 2009 pokalmestre efter en 4-3 sejr over Fortuna Hjørring i finalen. Kvinderne fik i 2009 status af kontraktspillerklub.
Fra starten af 2010 blev drenge/herrer og piger/kvinder adskilt som selvstændige afdelinger. Således at "Idrætsklubben Skovbakken fodbold" i dag består af Skovbakken herrefodbold og Skovbakken kvindefodbold. Med ændringen af strukturen blev støtteforeningen Bakkens Venner (startet i 1977) udelukkende støtteforening for drenge/herreafdelingen.
I sommeren 2016 fusionerede Skovbakken Fodbold med Vejlby IK Fodbold til overbygningsholdet VSK Aarhus. Fusionsklubbens navn repræsenterer såvel elite-damerne som -herrerne.

## Håndbold
Håndboldklubben SK Aarhus (kvinde-elitehåndbold) er funderet på Skovbakken Håndbold, med tæt samarbejde mellem de to klubber. SK Aarhus-navnet bæres også af u18- og u16-pige-hold og dækker over forskellige klubsamarbejder for ungdoms-elite.

## Squash
Skovbakken Squash er en squashklub beliggende i bydelen Risskov. Klubben har pr. 31.01.2009 cirka 375 medlemmer og er repræsenteret i Danmarksturneringen med hold i alle divisioner. I Elitedivisionen deltager spillere fra Skovbakken sammen med spillere fra Åbyhøj SK på fusionsholdet Team Århus,som vandt sølv ved de danske holdmesterskaber i fusionsholdets første sæson (2008/2009). Skovbakken er yderligere repræsenteret ved to hold (Skovbakken I og Skovbakken II) i 1. division vest, samt ved ét hold (Skovbakken III) i 2. division vest.
Squashklubben råder over fire traditionelle squashbaner.